# Bottenlösen, Västergötland
Bottenlösen är en sjö i Habo kommun i Västergötland och ingår i Motala ströms huvudavrinningsområde. Vid provfiske har öring fångats i sjön.